# Phyllonycteris aphylla
Phyllonycteris aphylla é uma espécie de morcego da família Phyllostomidae. Endêmica da Jamaica.